# 特迪·塔姆戈
特迪·塔姆戈（Teddy Tamgho，1989年6月15日—）是一名出生於巴黎的法國田徑運動員，專項為三級跳遠。
他於2007年成為歐洲青年錦標賽冠軍，次年以17.33米的超風速成績獲得世界青年田徑錦標賽金牌。
2010年卡塔爾多哈世界室內田徑錦標賽上，他在最後一輪奮力一躍，跳出了17.90米。這個成績不僅為他贏得世界大賽的第一個冠軍頭銜，同時也打破了當時同場競技的瑞典名將克里斯蒂安·奧爾松17.83米的前世界室內紀錄。

## 外部連結
- 特迪·塔姆戈在的頁面